# David Ellicott Evans
David Ellicott Evans (* 19. März 1788 in Ellicott City, Maryland; † 17. Mai 1850 in Batavia, New York) war ein US-amerikanischer Politiker. Im Jahr 1827 vertrat er den Bundesstaat New York im US-Repräsentantenhaus.

## Werdegang
David Evans besuchte die öffentlichen Schulen seiner Heimat. Im Jahr 1803 zog er nach Batavia im Staat New York, wo er für die Firma Holland Land Co. zunächst als Verwaltungsangestellter und dann in der Buchhaltung arbeitete. Gleichzeitig schlug er eine politische Laufbahn ein. Zwischen 1819 und 1822 gehörte er dem Senat von New York an. In den 1820er Jahren schloss er sich der Bewegung um den späteren Präsidenten Andrew Jackson an.
Bei den Kongresswahlen des Jahres 1826 wurde Evans als Kandidat der Jacksonians im 29. Wahlbezirk von New York in das US-Repräsentantenhaus in Washington, D.C. gewählt, wo er am 4. März 1827 die Nachfolge von Parmenio Adams antrat. Dieses Mandat im Kongress übte er aber nur für wenige Wochen bis zu seinem Rücktritt am 2. Mai 1827 aus. Sein Rücktritt erfolgte noch vor der konstituierenden Sitzung des 1826 gewählten Kongresses.
Zwischen 1827 und 1837 war Evans als Resident Agent für seine alte Firma Holland Land Co. tätig. Außerdem engagierte er sich im Bankgewerbe. Noch im Jahr 1827 nahm er als Delegierter an einem Staatskonvent in Albany teil, auf dem über Schutzzölle diskutiert wurde. Seit dem Jahr 1837 widmete er sich nur noch seinen eigenen Interessen auf dem Immobilienmarkt. David Evans starb am 17. Mai 1850 in Batavia, wo er auch beigesetzt wurde.